# Alain Louvier
Alain Louvier (París, 13 de setembre, 1945), és un compositor francès.

## Biografia
Alain Louvier va estudiar del 1953 al 1967 al conservatori de Boulogne-Billancourt dirigit per Marcel Landowski, després del 1967 al 1970 al Conservatori de París amb Henriette Puig-Roget, Olivier Messiaen, Tony Aubin, Robert Veyron-Lacroix, Norbert Dufourcq i Manuel Rosenthal. El 1968 va guanyar el Prix de Rome. Després va dirigir l'Escola Nacional de Música de Boulogne-Billancourt. De 1986 a 1991, va ser director del "Conservatoire national supérieur de musique" de París. Del 1991 al 2009 va ser professor d'anàlisi musical al CNSMDP, així com d'orquestració al CNR de París. Del 2009 al 2013, va tornar a ser director del conservatori de Boulogne-Billancourt.
Alain Louvier ha compost peces per a piano, clavecí, música de cambra i orquestra. És especialment conegut per la seva invenció d'una nova tècnica pianística (utilitzada també a l'orgue i al clavicèmbal) centrada al voltant dels "Agressors": els 10 dits, els 2 palmells, els 2 punys i els 2 avantbraços, tractats individualment. Va forjar un vocabulari gestual precís i una sintaxi gràfica adaptada, posant en joc aquests diferents elements.

## Condecoracions
- Orde de les Arts i les Lletres (1988)[2]

## Obres
- Études pour agresseurs I (1964) & II (1967) per a piano
- Études pour agresseurs III (1969) per a clavecí modern[3]
- Études pour agresseurs IV (1967 - 1972) per a dos pianos
- Études pour agresseurs V (1972) per a clavecí, altaveu i cordes
- Quintette de cuivres
- Sonate (1966) per a dos pianos
- Quatre Préludes pour cordes 1970 per a un o més pianos[4]
- Chant des limbes (1969) per a orquestra
- Concerto pour orchestres (1982) per a orquestra i banda sonora sintetitzada per ordinador
- Solstices, 5 peces breus per a veus altes i piano, compostes l'any 2004 i estrenada el 20 de maig de 2008 a l'auditori del CNR de París per la "Maîtrise" de Paris (dir. Patrick Marco)
- Envols d'écailles (1986) per a flautes, viola i arpa
- Chimère (1973) per a arpa, creat l'any 1975 durant els exàmens de fi de curs del CNR de Boulogne[5]
- Le Clavecin Non Tempéré, Livres 1 à 8 per a dos clavicèmbals, espineta i virginal (alterns) (Llibres 7 i 8: estrena mundial al 24è Festival de Messiaen al "Pays de la Meije" l'any 2022, presentant tot el cicle)